# Українсько-джибутійські відносини
Українсько-джибутійські відносини — відносини між Україною та Республікою Джибуті.
Джибуті визнала незалежність України 6 січня 1992 року. Країни встановили дипломатичні відносини 17 березня 2009 року.
Інтереси громадян України в Республіці Джибуті захищає Посольство України в Ефіопії.

## Торгівля
За даними Державної служби статистики України, обсяг торгівлі товарами за підсумками 2021 між Україною та Джибуті склав понад 86,99 млн дол. США. Зокрема, у 2021 український експорт склав 83,91 млн дол. США, а імпорт – 3,08 млн. дол. США.
Основними статтями експорту України до Джибуті залишалися:
- м'ясо та їстівні субпродукти (54,6 тис. дол. США),
- молоко та молочні продукти,
- яйця птиці; натуральний мед (22,5 тис. дол. США),
- овочі, бобові (1,038 млн дол. США),
- зернові культури (17,347 млн дол. США),
- продукція борошномельно-круп'яної промисловості (144 тис. дол. США).